# St. Vinzenz (Untermarchtal)

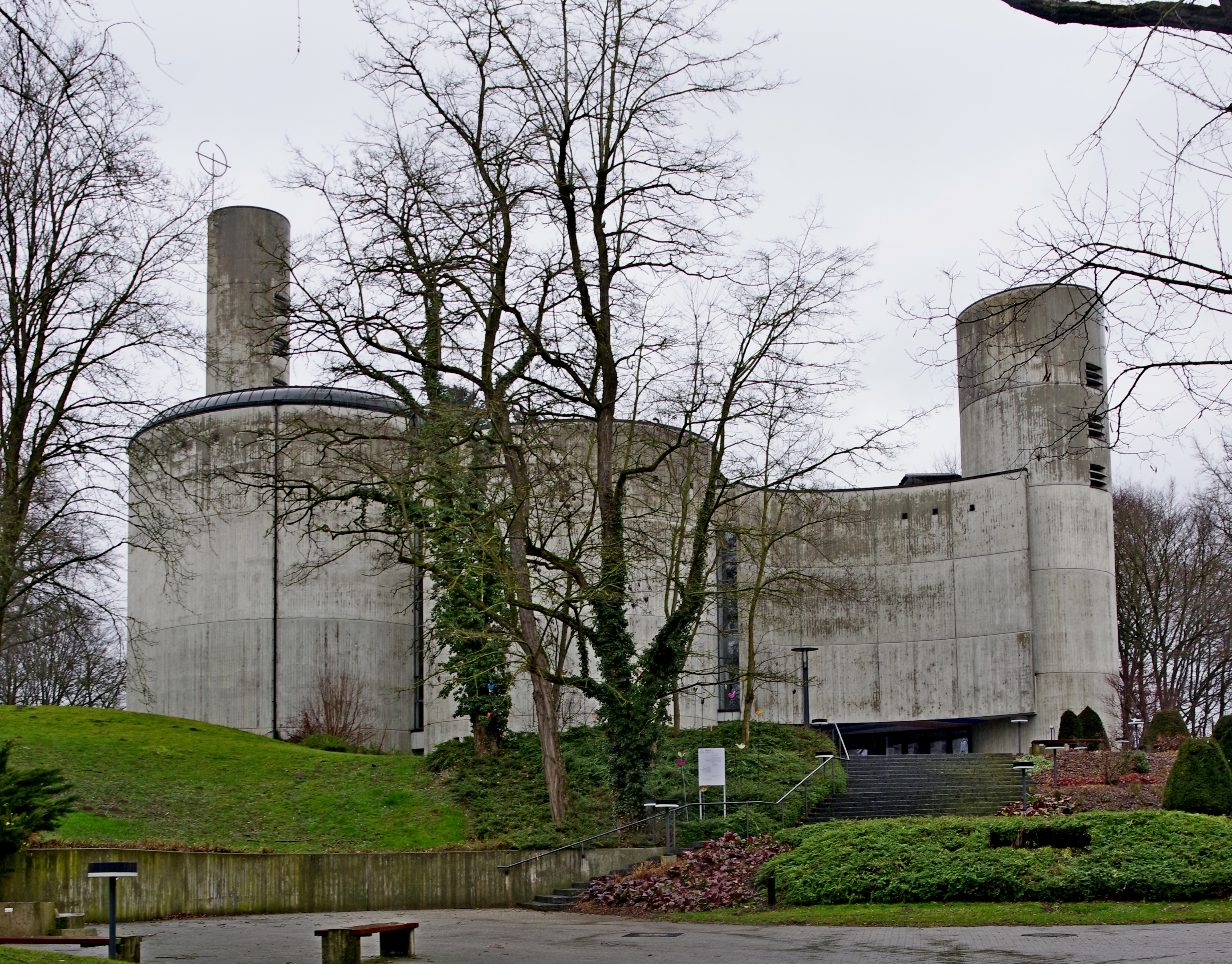
Mutterhauskirche St. Vinzenz

Die Mutterhauskirche St. Vinzenz ist ein römisch-katholisches Kirchengebäude in Untermarchtal im Alb-Donau-Kreis in Baden-Württemberg. Die Klosterkirche des Klosters Untermarchtal der Barmherzigen Schwestern vom hl. Vinzenz von Paul ist dem heiligen Vinzenz von Paul geweiht und gehört wie das Kloster zur Diözese Rottenburg-Stuttgart. Die Kirche liegt am Donauradwanderweg und gilt als Radfahrerkirche. Sie ist ein moderner Kontrapunkt zur frühbarocken Klosterkirche im benachbarten Obermarchtal an der Oberschwäbischen Barockstraße.

## Geschichte
Im Jahr 1891 zog  das Mutterhaus der Barmherzigen Schwestern aus Schwäbisch Gmünd nach Untermarchtal in das dortige Schloss, das der Rottweiler Kaufmann Franz Josef Linder 1886 erworben und später seiner Tochter, die als Schwester Margarita Generalsekretärin der Kongregation war, geschenkt hatte. 1909 wurde eine Klosterkirche im neogotischen Stil, die Rosenkranzkirche, fertiggestellt.
Nach dem Zweiten Vatikanischen Konzil wollte der Orden durch eine neue, moderne Kirche ein Zeichen des konziliaren Aufbruchs setzen. 1966 wurde ein Wettbewerb durchgeführt, der zum Entwurf der Klosterkirche durch den Basler Architekten Hermann Baur führte. 1970 wurde der Grundstein gelegt und am 27. September 1972 die Kirchweihe vollzogen.

## Beschreibung

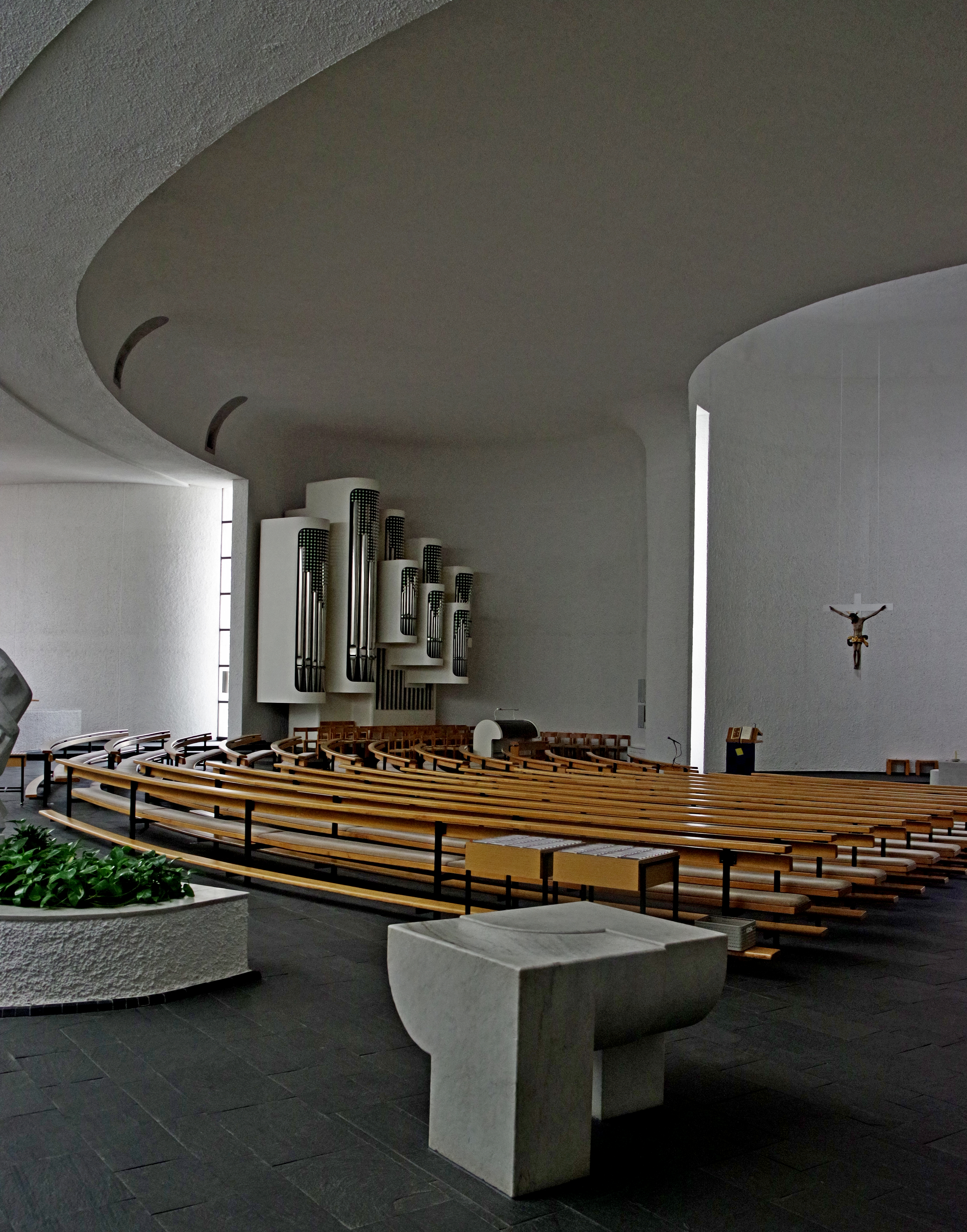
Innenansicht

Der in Sichtbeton ausgeführte und flach gedeckte frei geschwungene Rundbau der Vinzenzkirche steht auf einer Anhöhe in der Nähe der Klostergebäude. Ihr Äußeres wird von zwei zylindrischen Baugliedern überragt: der kreisrunde hohe Tabernakelturm unterstreicht die Bedeutung des Altarsakraments, der etwas gedrungenere ovale Glockenturm gegenüber enthält sieben Glocken. Der Kirchenbau hat unterschiedliche Höhen, der Altarbereich ist am höchsten. Dem ordnen sich die weiteren ein- und ausschwingenden Formen unter. Manche Betrachter sehen eine gewisse Ähnlichkeit zur berühmten von Le Corbusier erbauten Kirche Notre-Dame-du-Haut in Ronchamp.
Im Innern erlebt der Besucher einen weiten, aber durch die Rundungen auch bergenden weißen Raum, der zum Altar hin leicht abfällt. Die aus hellem Holz gefertigten Kirchenbänke gruppieren sich in drei Blöcken fast halbkreisförmig um den Altar. Der Kirchenraum wird, meist indirekt, durch klar verglaste Wandschlitze und Oberlichter belichtet. Für die Innenausstattung der Vinzenzkirche wurden auf Anregung des Architekten Baur im Wesentlichen zwei Schweizer Künstler beauftragt. Vom Bildhauer Pieroni Selmoni stammen u. a. die abstrakten Skulpturen am Aufgang zum Kirchenraum, die Altarleuchter aus schwarzem Granit sowie Altar und Tabernakel aus weißem Marmor. 1975 fertigte er noch die gegenständliche Skulptur des Hl. Vinzenz von Paul. Der Maler Ferdinand Gehr schuf  die abstrakte Ausmalung des Eingangsbereichs und des Tabernakelturms sowie das 1976 vollendete Wandbild zu apokalyptischen Motiven. Weitere Ausstattungsstücke sind drei historische Skulpturen: eine schwäbische Pietà von 1430/40, ein Kruzifix des frühen 16. Jahrhunderts aus Wangen im Allgäu und eine Darstellung der Dreifaltigkeit aus Oberschwaben um 1750.

## Orgel

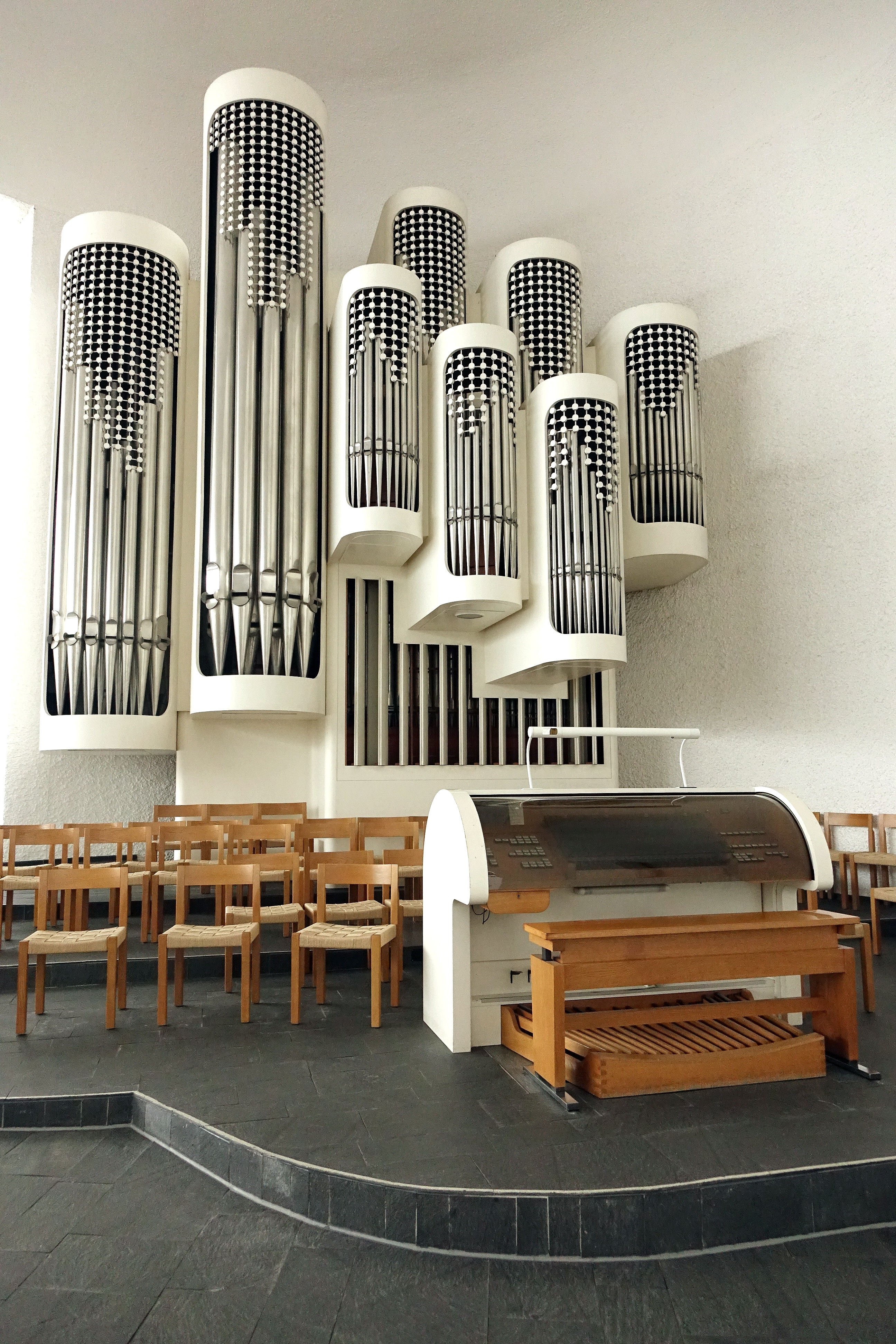
Winfried-Albiez-Orgel von 1975 in Untermarchtal, Mutterhauskirche St. Vinzenz

1975 wurde die von Orgelbauer Winfried Albiez gefertigte Orgel mit über 3000 Pfeifen eingeweiht. Sie hat 41 Register auf drei Manualen und Pedal. Sie ist in einer eigens für sie vorgesehenen Konche nahe dem Altarbereich untergebracht. Ihre Disposition lautet:
| I Positiv C–g3 |                 |       |
| 1.             | Gamba           | 8′    |
| 2.             | Holzgedeckt     | 8′    |
| 3.             | Praestant       | 4′    |
| 4.             | Koppelflöte     | 4′    |
| 5.             | Gemshorn        | 2′    |
| 6.             | Larigot         | 1 ⁄3′ |
| 7.             | Sesquialter II0 | 2 ⁄3′ |
| 8.             | Scharf IV       | 1′    |
| 9.             | Krummhorn       | 8′    |
|                | Tremulant       |       |

| II Hauptwerk C–g3 |              |        |
| 10.               | Pommer       | 16′    |
| 11.               | Principal    | 8′     |
| 12.               | Spitzflöte   | 8′     |
| 13.               | Octave       | 4′     |
| 14.               | Hohlflöte    | 4′     |
| 15.               | Quinte       | 2 ⁄3′  |
| 16.               | Superoctave0 | 2′     |
| 17.               | Terz         | 1 3⁄5′ |
| 18.               | Mixtur V     | 1 ⁄3′  |
| 19.               | Trompete     | 8′     |
|                   | Tremulant    |        |

| III Schwellwerk C–g3 |               |        |
| 20.                  | Salicional    | 8′     |
| 21.                  | Bleigedackt   | 8′     |
| 22.                  | Schwebung     | 8′     |
| 23.                  | Principal     | 4′     |
| 24.                  | Rohrflöte     | 4′     |
| 25.                  | Nasat         | 2 ⁄3′  |
| 26.                  | Flageolet     | 2′     |
| 27.                  | Terz          | 1 3⁄5′ |
| 28.                  | Plein Jeu V   |        |
| 29.                  | Cymbel III    |        |
| 30.                  | Dulzian       | 16′    |
| 31.                  | Franz. Oboe   | 8′     |
| 32.                  | Kopftrompete0 | 4′     |
|                      | Tremulant     |        |

| Pedal C–f1 |                  |       |
| 33.        | Principalbass    | 16′   |
| 34.        | Subbass          | 16′   |
| 35.        | Octavbaß         | 8′    |
| 36.        | Gedecktbass      | 8′    |
| 37.        | Choralbass       | 4′    |
| 38.        | Rauschpfeife IV0 | 2 ⁄3′ |
| 39.        | Basson           | 16′   |
| 40.        | Posaune          | 8′    |
| 41.        | Schalmey         | 4′    |
|            | Tremulant        |       |

- Koppeln: Normalkoppeln I/II, III/I, III/II, I/P, II/P, III/P
- Spielhilfen:
  - 6 freie Kombinationen
  - 1 feste Kombination (Pleno), Einzel- und Generalabsteller für alle Zungen

## Glocken
Im ovalen Glockenturm sind sieben Glocken untergebracht. Das Geläut besteht aus sechs Bronzeglocken, in seiner Stimmung als „Idealsextett“ bezeichnet, die 1971 von der Glockengießerei Bachert aus Heilbronn gegossen wurden.
| Nr. | Name             | Durchmesser | Gewicht | Schlagton |
| --- | ---------------- | ----------- | ------- | --------- |
| 1   | Vinzenzglocke    | 1790 mm     | 3651 kg | b (-4)    |
| 2   | Luisenglocke     | 1520 mm     | 2680 kg | des1 (-3) |
| 3   | Marienglocke     | 1346 mm     | 1770 kg | es1 (-2)  |
| 4   | Josefsglocke     | 1179 mm     | 1150 kg | ges1 (-1) |
| 5   | Katharinenglocke | 0996 mm     | 0820 kg | as1 (-2)  |
| 6   | Georgsglocke     | 0890 mm     | 0580 kg | b1 (+2)   |

Eine siebte Glocke, die Wetterglocke mit dem Schlagton g2, ist die kleinste und älteste. Sie wurde von der alten Rosenkranzkirche übernommen, für die sie 1903 von der Glockengießerei Zoller in Biberach gegossen wurde. Sie wird nur solistisch geläutet.